# Червена чинка
Червената чинка (Carpodacus erythrinus) е вид дребна пойна птица от семейство Чинкови (Fringillidae).

## Разпространение
Видът е разпространен в Европа и Азия. През зимата се среща от южен Иран до югоизточен Китай, Индия, Бирма и Индокитай.